# Next (musikalbum)
Next är det tredje albumet av gruppen Journey, utgivet 1977. Stilen varierar på det här albumet som man kan märka bara genom att lyssna på låtar som "Spaceman", "Hustler", "I Would Find You", "Here We Are" och "Nickel & Dime". 

## Låtlista
1. "Spaceman" (Aynsley Dunbar, Gregg Rolie) - 4:01
2. "People" (Dunbar, Rolie, Neal Schon) - 5:20
3. "I Would Find You" (Austin, Schon) - 5:52
4. "Here We Are" (Rolie) - 4:17
5. "Hustler" (Dunbar, Rolie) - 3:16
6. "Next" (Cogdell, Dunbar, Rolie) - 5:28
7. "Nickel & Dime" (Schon, Rolie, George Tickner, Ross Valory) - 4:13
8. "Karma" (Dunbar, Schon, Rolie) - 5:07

## Medvarkande
1. Gregg Rolie - keyboard och sång
2. Aynsley Dunbar - trummor
3. Neal Schon  - gitarr
4. Ross Valory - bas